# Judo na Letních olympijských hrách 1980 – muži – polostřední váha
Zápasy v judu na XXII. Letních olympijských hrách v kategorii polostřevních vah mužů proběhly v Moskvě, 29. července 1980.

## Finále
| Finále         |                |
| -------------- | -------------- |
| Juan Ferrer    | Šota Chabareli |
| Šota Chabareli | Šota Chabareli |

## Opravy / O bronz
Do oprav se dostali judisté, kteří během turnaje prohráli svůj zápas s jedním ze dvou finalistů.
| opravy         | opravy         | o bronz              |                      |
| -------------- | -------------- | -------------------- | -------------------- |
| Dave McManus   | Slavko Sikirić | Ignacio Sanz         | Bernard Tchoullouyan |
| Slavko Sikirić | Slavko Sikirić | Ignacio Sanz         | Bernard Tchoullouyan |
|                | Ignacio Sanz   | Ignacio Sanz         | Bernard Tchoullouyan |
|                |                | Bernard Tchoullouyan | Bernard Tchoullouyan |
| volný los      | Harald Heinke  | Harald Heinke        | Harald Heinke        |
| volný los      | Harald Heinke  | Harald Heinke        | Harald Heinke        |
|                | Georgi Petrov  | Harald Heinke        | Harald Heinke        |
|                |                | Mircea Frăţică       | Harald Heinke        |

## Pavouk
|   | 1/32             | 1/16                 | čtvrtfinále          | semifinále           | finále         |
| - | ---------------- | -------------------- | -------------------- | -------------------- | -------------- |
| A | Philippe Simo    | Chris Bowles         | Bernard Tchoullouyan | Bernard Tchoullouyan | Juan Ferrer    |
| A | Chris Bowles     | Chris Bowles         | Bernard Tchoullouyan | Bernard Tchoullouyan | Juan Ferrer    |
| A | volný los        | Bernard Tchoullouyan | Bernard Tchoullouyan | Bernard Tchoullouyan | Juan Ferrer    |
| A | volný los        | Bernard Tchoullouyan | Bernard Tchoullouyan | Bernard Tchoullouyan | Juan Ferrer    |
| A | Jarosław Brawata | Berkan Ada           | António Roquete      | Bernard Tchoullouyan | Juan Ferrer    |
| A | Berkan Ada       | Berkan Ada           | António Roquete      | Bernard Tchoullouyan | Juan Ferrer    |
| A | volný los        | António Roquete      | António Roquete      | Bernard Tchoullouyan | Juan Ferrer    |
| A | volný los        | António Roquete      | António Roquete      | Bernard Tchoullouyan | Juan Ferrer    |
| B | Juan Ferrer      | Juan Ferrer          | Juan Ferrer          | Juan Ferrer          | Juan Ferrer    |
| B | Dave McManus     | Juan Ferrer          | Juan Ferrer          | Juan Ferrer          | Juan Ferrer    |
| B | volný los        | Slavko Sikirić       | Juan Ferrer          | Juan Ferrer          | Juan Ferrer    |
| B | volný los        | Slavko Sikirić       | Juan Ferrer          | Juan Ferrer          | Juan Ferrer    |
| B | Ignacio Sanz     | Ignacio Sanz         | Ignacio Sanz         | Juan Ferrer          | Juan Ferrer    |
| B | Basam El-Džabin  | Ignacio Sanz         | Ignacio Sanz         | Juan Ferrer          | Juan Ferrer    |
| B | volný los        | Dovdongín Dašdžamc   | Ignacio Sanz         | Juan Ferrer          | Juan Ferrer    |
| B | volný los        | Dovdongín Dašdžamc   | Ignacio Sanz         | Juan Ferrer          | Juan Ferrer    |
| C | Harald Heinke    | Harald Heinke        | Šota Chabareli       | Šota Chabareli       | Šota Chabareli |
| C | Karim Badiane    | Harald Heinke        | Šota Chabareli       | Šota Chabareli       | Šota Chabareli |
| C | volný los        | Šota Chabareli       | Šota Chabareli       | Šota Chabareli       | Šota Chabareli |
| C | volný los        | Šota Chabareli       | Šota Chabareli       | Šota Chabareli       | Šota Chabareli |
| C | Henry Sichalwe   | Vladimír Bárta       | Georgi Petrov        | Šota Chabareli       | Šota Chabareli |
| C | Vladimír Bárta   | Vladimír Bárta       | Georgi Petrov        | Šota Chabareli       | Šota Chabareli |
| C | volný los        | Georgi Petrov        | Georgi Petrov        | Šota Chabareli       | Šota Chabareli |
| C | volný los        | Georgi Petrov        | Georgi Petrov        | Šota Chabareli       | Šota Chabareli |
| D | Carlos Cunha     | Carlos Cunha         | Carlos Cunha         | Mircea Frăţică       | Šota Chabareli |
| D | Michel Grant     | Carlos Cunha         | Carlos Cunha         | Mircea Frăţică       | Šota Chabareli |
| D | volný los        | Thomas Hagmann       | Carlos Cunha         | Mircea Frăţică       | Šota Chabareli |
| D | volný los        | Thomas Hagmann       | Carlos Cunha         | Mircea Frăţică       | Šota Chabareli |
| D | János Gyáni      | Mircea Frăţică       | Mircea Frăţică       | Mircea Frăţică       | Šota Chabareli |
| D | Mircea Frăţică   | Mircea Frăţică       | Mircea Frăţică       | Mircea Frăţică       | Šota Chabareli |
| D | volný los        | Čang Il-nam          | Mircea Frăţică       | Mircea Frăţică       | Šota Chabareli |
| D | volný los        | Čang Il-nam          | Mircea Frăţică       | Mircea Frăţică       | Šota Chabareli |